# Flughafen Viedma

i8
i11
i13
Der Flughafen Viedma (offiziell: Aeropuerto Gobernador Edgardo Castello) ist ein argentinischer Flughafen nahe der Stadt Viedma in der Provinz Río Negro. Der Flughafen wird von Aeropuertos Argentinas 2000 betrieben und es werden regelmäßig Flüge nach Buenos Aires angeboten. Saisonal können auch von LADE andere Ziele in Patagonien angeflogen werden.

## Fluggesellschaften und Flugziele
| Fluggesellschaft      | Ziele                                 |
| --------------------- | ------------------------------------- |
| Aerolíneas Argentinas | Buenos Aires-Jorge Newbery, Bariloche |
| Quelle:               |                                       |